# Göldenitz
Göldenitz là một đô thị thuộc huyện Lauenburg, trong bang Schleswig-Holstein, nước Đức. Đô thị Göldenitz có diện tích 5,18 km², dân số thời điểm 31 tháng 12 năm 2006 là 231 người.